# Carrozzeria Marazzi
Carrozzeria Marazzi fue una empresa carrocera italiana que estuvo activa entre 1962 y 2019. Estaba situada en Caronna Pertusella, en las afueras de Milán. Los servicios de Carrozzeria Marazzi eran de construcción, procesamiento, ingeniería y diseño de automóviles.

## Historia
La empresa fue fundada por Carlo Marazzi (con sus hijos Serafino y Mario) y empleados de la Carrozzeria Touring de Milán, ya en bancarrota por aquel entonces. Marazzi completó primero el Lamborghini 400 GT serie 2+2, diseñó y construyó el Lamborghini Islero GT (1967) y GTS (1969), y también construyó el Lamborghini Jarama GT (1970) y GTS (1972).
También construyó el Alfa Romeo 33 Stradale (1967), unos Alfa Romeo Giulia Nuvo Promiscua (1973), dos prototipos del Alfa Romeo 90 Station Wagon (diseñados por la revista Auto Capital en 1985) y un prototipo del Fiat Punto Cabrio Wagon Bricò (1994). Marazzi también construyó varios coches fúnebres, basados en Mercedes-Benz en los años 1990, y siguieron estando asociados con la industria automotriz hasta su quiebra en 2019. Las últimas obras de Marazzi incluyen obras tales como el prototipo del Alfa Romeo 8C Competizione Spider y el Land Rover Discovery 3 blindado para la policía.